# Prosapia simulans
Prosapia simulans är en insektsart som först beskrevs av Walker 1858.  Prosapia simulans ingår i släktet Prosapia och familjen spottstritar. Inga underarter finns listade i Catalogue of Life.